# Psychoda squamata
Psychoda squamata är en tvåvingeart som beskrevs av Satchell 1953. Psychoda squamata ingår i släktet Psychoda och familjen fjärilsmyggor. Inga underarter finns listade i Catalogue of Life.